# Charaxes khasianus
Charaxes khasianus är en fjärilsart som beskrevs av Butler 1872. Charaxes khasianus ingår i släktet Charaxes och familjen praktfjärilar. Inga underarter finns listade i Catalogue of Life.